# SN 1981I
SN 1981I – supernowa odkryta 10 sierpnia 1981 roku w galaktyce E356-G20. W momencie odkrycia miała maksymalną jasność 15,00m.